# Кизас (приток Абакана)
Кизас (устар. Хызас; в верховье — Левый Кизас) (хак. Хызас) — река в Таштыпском районе Хакасии России, правый приток реки Абакан.
Длина реки — 31 км, площадь водосборного бассейна — около 400 км². Многочисленные истоки на северном склоне хребта Шаман на высоте около 1500 м над уровнем моря. Протекает по крутосклонному среднегорью с кедрово-пихтово-еловыми темнохвойными лесами, иногда с примесью мелколиственных пород. Горная река (падение составляет 800 м, уклон — 27 м/км). Впадает в Абакан на 288 км от устья Абакана. Высота устья — 579 м над уровнем моря.
Протекает по незаселённой территории, хотя ранее на реке и её притоках были несколько золотодобывающих приисковых поселений: Петропавлоский и Хызас (Кызас).

## Притоки
- 14 км: Поперечный Кизас (пр)
- Банный (лв)
- Митрофановский (лв)
- Весёлый (пр)
- Безымянка (пр)
- Гусевский (лв)
- Успенский (пр)